# Opel Astra L
L'Opel Astra (série L) est une compacte du constructeur automobile allemand Opel produite à partir d'octobre 2021 et commercialisée début 2022. Elle est la première Astra basée sur une plateforme technique du groupe PSA Peugeot-Citroën (PSA) devenu par la suite Stellantis.

## Présentation

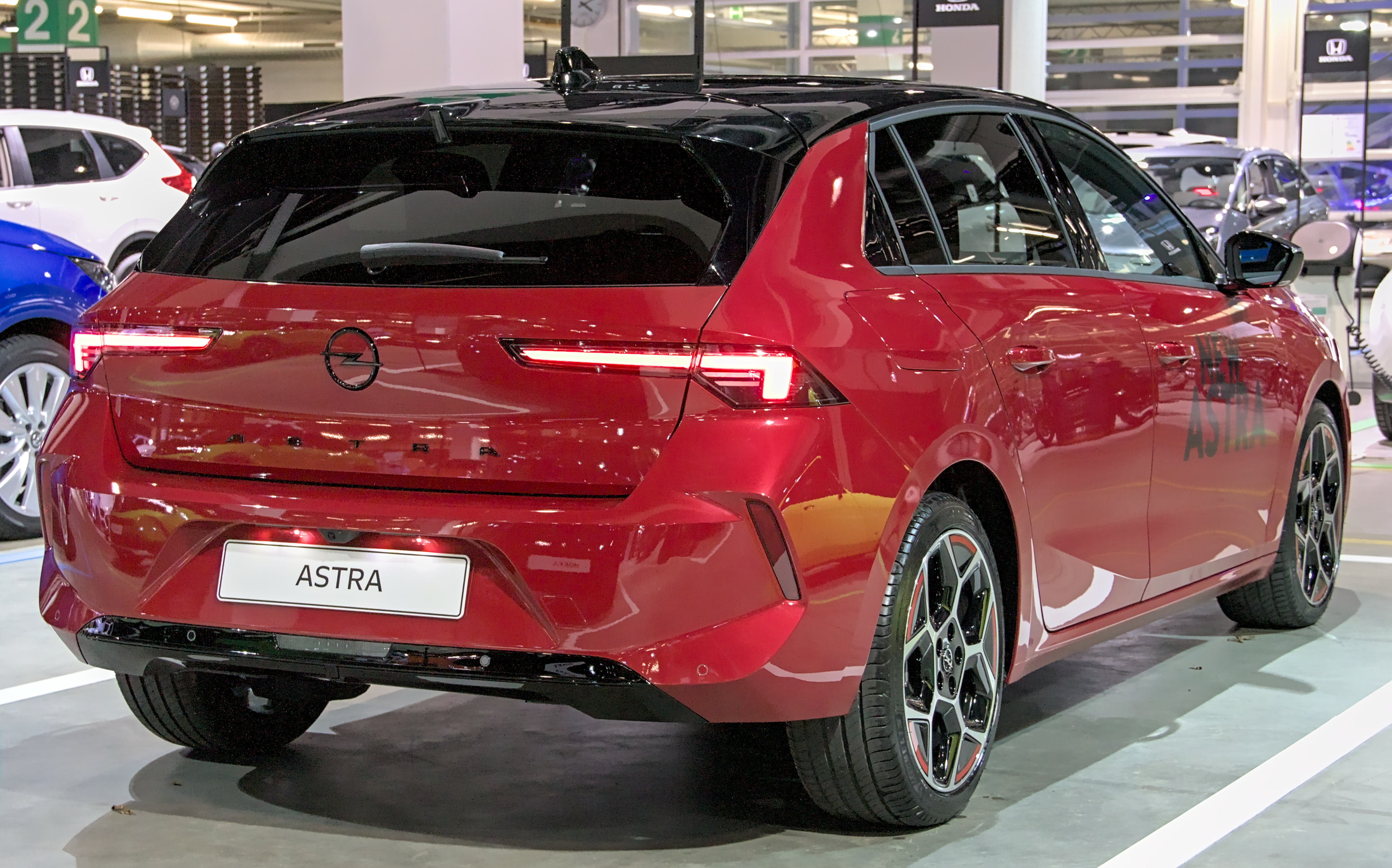
Vue arrière

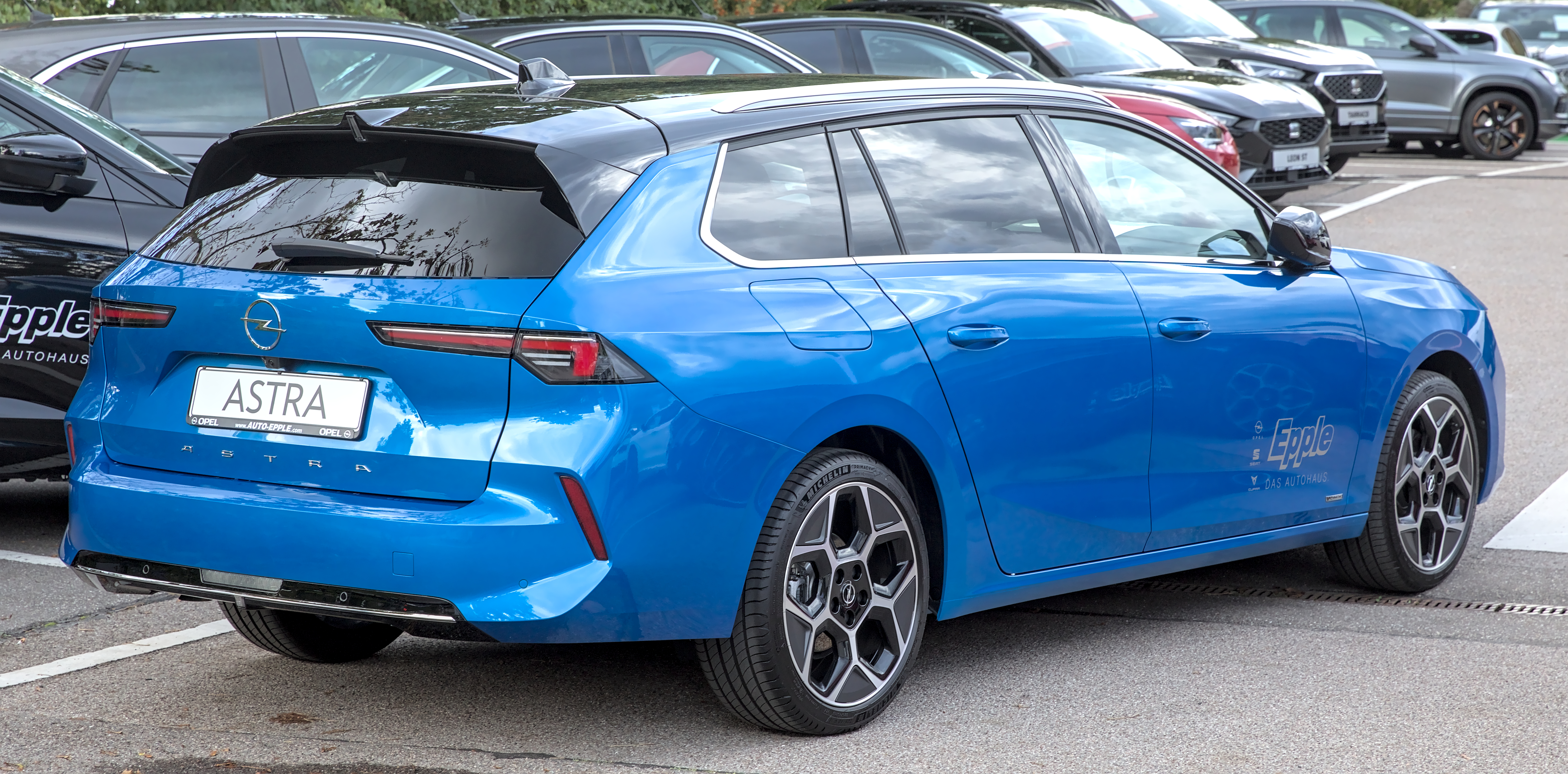
Opel Astra Sports Tourer hybride

Le 8 juin 2021, Opel dévoile les premières photos officielles de l'Astra L. Cette sixième génération est basée sur les Peugeot 308 III et DS 4 II qui sont commercialisées en 2021. L'Astra VI est présentée officiellement le 13 juillet 2021.
Une version break nommée Sports Tourer est dévoilée après la berline, le 1er décembre 2021. 
L'Opel Astra est produite à l'usine de Rüsselsheim, en Allemagne, sur le même site que la DS 4 II avec qui elle partage sa plateforme. 

## Caractéristiques techniques
L'Opel Astra L repose sur la plateforme technique EMP2-V3 du groupe PSA, devenu groupe Stellantis au lancement de l'Astra, et que l'on retrouve sur les Peugeot 308 de troisième génération et la DS 4 de seconde génération.

### Design

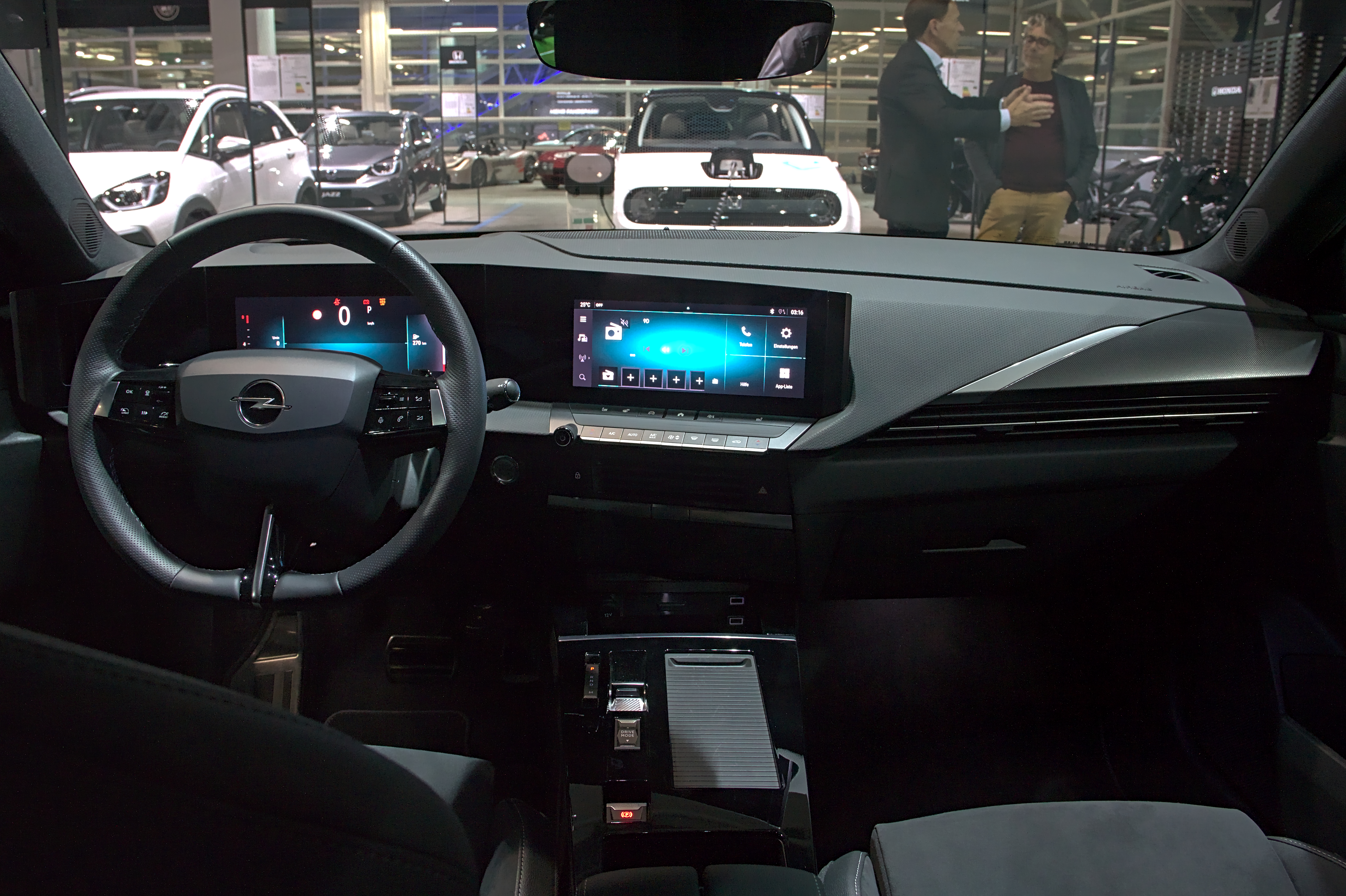
Habitacle de l'Opel Astra L, incluant notamment le Pure Panel inauguré par l'Opel Mokka B.

Les premières photos officielles de l'Astra L montrent que la compacte est dotée d'éléments stylistiques inspirés du Mokka B sorti en 2020. Ainsi, les phares avant à LED sont reliés par la calandre Vizor, et à l'arrière le lettrage Astra est disposé sur tout le hayon. L'habitacle reçoit une dalle numérique Pure Panel composée de deux écrans. 

### Technologies
Cette génération d'Opel Astra a le droit à des projecteurs matriciels IntelliLux à LED, et peut recevoir en option l'affichage tête haute à réalité augmentée et la caméra Intelli-Vision à 360°.

### Motorisations
L'Astra reprend les motorisations essence et diesel de ses cousines françaises du groupe Stellantis, les Peugeot 308, Citroën C4 et DS4, ainsi que la motorisation hybride rechargeable 180 ch associée à une batterie 12,4 kWh (10,74 kWh net).
| Logo de Opel               | Opel Astra                 | Opel Astra                    | Opel Astra                 | Opel Astra                 | Opel Astra                    | Opel Astra                                                      |
| Logo de Opel               | 1.5 BlueHDi                | 1.5 BlueHDi                   | 1.2 PureTech               | 1.2 PureTech               | 1.2 PureTech                  | 1.6 PureTech Hybrid                                             |
| -------------------------- | -------------------------- | ----------------------------- | -------------------------- | -------------------------- | ----------------------------- | --------------------------------------------------------------- |
| Moteur                     | 4-cylindres diesel         | 4-cylindres diesel            | 3-cylindres essence        | 3-cylindres essence        | 3-cylindres essence           | 4-cylindres essence + moteur électrique                         |
| Alimentation               | Turbocompressé             | Turbocompressé                | Turbocompressé             | Turbocompressé             | Turbocompressé                | Turbocompressé                                                  |
| Cylindrée (cm3)            | 1 498                      | 1 498                         | 1 199                      | 1 199                      | 1 199                         | 1 598                                                           |
| Puissance maximale ch (kW) | 130 (96)                   | 130 (96)                      | 110 (81)                   | 130 (96)                   | 130 (96)                      | Thermique : 150 (110) Électrique : 110 (81) Cumulée : 180 (133) |
| au régime de : (tr/min)    | 3 750                      | 3 750                         | 5 500                      | 5 500                      | 5 500                         |                                                                 |
| Couple maximal (N m)       | 300                        | 300                           | 205                        | 230                        | 230                           | 360                                                             |
| au régime de : (tr/min)    | 1 750                      | 1 750                         | 1 500                      | 1 750                      | 1 750                         | 1 750                                                           |
| Boîte de vitesses          | Manuelle 6 rapports (BVM6) | Automatique 8 rapports (EAT8) | Manuelle 6 rapports (BVM6) | Manuelle 6 rapports (BVM6) | Automatique 8 rapports (EAT8) | Automatique 8 rapports (e-EAT8)                                 |
| Transmission               | Traction                   | Traction                      | Traction                   | Traction                   | Traction                      | Traction                                                        |
| Vitesse maximale (km/h)    | 209                        | 209                           | 199                        | 210                        | 210                           | 225 électrique : 135                                            |
| 0-100 km/h (s)             | 10,6                       | 10,6                          | 10,5                       | 9,7                        | 9,7                           | 7,6                                                             |
| Consommation (L/100 km)    | 4,3-4,5                    | 4,5-4,6                       | 5,4-5,5                    | 5,4-5,5                    | 5,6-5,7                       | 1,0-1,1                                                         |
| Émissions de CO2 (g/km)    | 115-118                    | 118-123                       | 123-124                    | 123-126                    | 126-131                       | 22-26                                                           |
| Capacité du réservoir (L)  | 52 + 13 AdBlue             | 52 + 13 AdBlue                | 52                         | 52                         | 52                            | 42                                                              |
| Autonomie (km)             | -                          | -                             | -                          | -                          | -                             | 60 en électrique                                                |
| Masse à vide (kg)          | 1424                       | 1438                          | 1332                       | 1341                       | 1371                          | 1678                                                            |
| Norme environnementale     | Euro 6d                    | Euro 6d                       | Euro 6d                    | Euro 6d                    | Euro 6d                       | Euro 6d                                                         |

#### Astra Electric
|                           | Opel Astra Electric            |
| ------------------------- | ------------------------------ |
| Type de moteur            | Synchrone à aimants permanents |
| Puissance moteur (kW)     | 115                            |
| Puissance maximale (ch)   | 156                            |
| Couple maximal (N m)      | 270                            |
| Transmission              | Traction                       |
| Vitesse maximale (km/h)   | 170                            |
| 0-100 km/h (s)            | 9,2                            |
| Masse à vide (kg)         | 1679                           |
| Batterie                  |                                |
| Type                      | Lithium-ion                    |
| Capacité brute (kWh)      | 54                             |
| Capacité nette (kWh)      | 51                             |
| Autonomie mixte (km)      | 418                            |
| Consommation (kWh/100 km) | 14,9                           |
| Temps de recharge         |                                |
| sur une Wallbox 11 kW AC  | 5 heures 45 minutes            |
| sur une borne 100 kW DC   | 30 minutes                     |

## Finitions

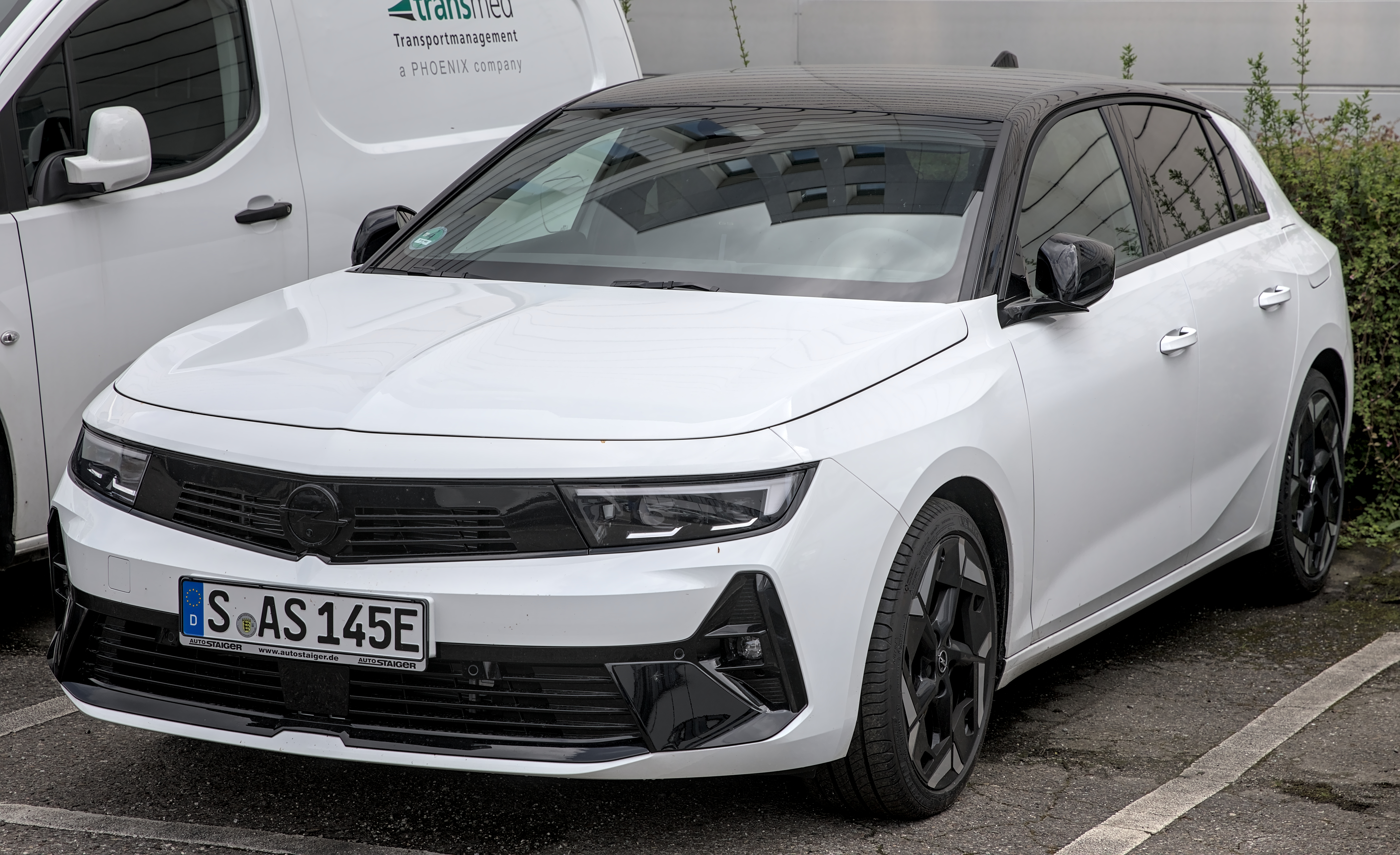
Opel Astra GSe

Finitions disponibles en France au lancement :
- Astra
- Edition
- Elegance
- GS Line
- Ultimate

Une finition Elegance Business est également disponible pour les entreprises.
La version hybride rechargeable est disponible avec toutes les finitions, sauf l'entrée de gamme Astra.
En janvier 2023 les finitions deviennent :
- Edition
- Edition Electric
- Elegance
- GS
- GSe

### Tarifs
|                               | Astra    | Edition  | Elegance | Elegance Business | GS Line  | Ultimate |
| ----------------------------- | -------- | -------- | -------- | ----------------- | -------- | -------- |
| 1.2 Turbo 110 ch              | 25 050 € | 26 250 € | 28 700 € | -                 | -        | -        |
| 1.2 Turbo 130 ch              | -        | -        | 29 500 € | 30 700 €          | 30 750 € | -        |
| 1.2 Turbo 130 ch Automatique  | -        | -        | 31 300 € | 32 500 €          | 32 550 € | 36 650 € |
| 1.5 Diesel 130 ch             | -        | 29 450 € | 31 900 € | 33 100 €          | 33 150 € | -        |
| 1.5 Diesel 130 ch Automatique | -        | -        | 33 700 € | 34 900 €          | 34 950 € | 39 050 € |
| Hybrid 180 ch                 | -        | 36 250 € | 38 250 € | 39 450 €          | 39 500 € | 43 700 € |